# Euploea rennellensis
Euploea rennellensis är en fjärilsart som beskrevs av Carpenter 1953. Euploea rennellensis ingår i släktet Euploea och familjen praktfjärilar. Inga underarter finns listade i Catalogue of Life.